# Jardín Botánico Prehistórico de Molina di Ledro
El Jardín Botánico Prehistórico de Molina di Ledro ( Italiano : Giardino Botanico Preistorico di Molina di Ledro es un jardín botánico que se encuentra en los terrenos del "Museo delle Palafitte del Lago di Ledro", Molina di Ledro, Italia. 

## Localización
El jardín botánico se ubica en Val di Ledro cerca del Lago Garda
Museo delle palafitte del lago di Ledro  Via Lungolago, 1, Molina di Ledro, Provincia di Trento Trentino, Italia.45°52′0″N 10°47′0″E / 45.86667, 10.78333
Está abierto a diario en los meses cálidos del año. Se cobra una tarifa de entrada.  

## Historia
Los palafitos, construidos en la Edad del Bronce fueron descubiertos en el 1929 en las obras que se efectuaban con la bajada del nivel de agua temporal en una zona para los cimientos de una central hidroeléctrica en Riva del Garda. Se efectuaron unas excavaciones que fueron interrumpidas cuando volvió a subir el nivel de las aguas.  
Entre los años 1936 y 1937 que hubo una gran sequía, bajó nuevamente el nivel del agua y se retomaron las excavaciones a cargo de la Universidad de Padua. Seguidamente retomó esta labor el "Museo tridentino di scienze naturali".
El "Museo delle palafitte" nació entre finales de los años sesenta e inicio de los años setenta.
El jardín botánico fue creado en 1994 como un anexo del "Museo delle Palafitte del Lago di Ledro" 

## Colecciones
El jardín botánico alberga plantas que cultivaban los pobladores de la zona en la Edad del Bronce. 
En seis lechos de cultivo se muestran:
- Plantas productoras de semillas, con cereales de grano, como variedades antiguas de trigo y cebada, que proceden de instituciones especializadas en la conservación de la herencia genética de las plantas.
- Plantas productoras de frutas para su almacenamiento desecadas, con plantas de bayas, y frutas silvestres.
- Plantas para ser consumidas frescas, con verduras y berzas de la zona de variedades antiguas.